# Chambost-Allières
Chambost-Allières ist eine französische Gemeinde  mit 819 Einwohnern (Stand: 1. Januar 2022) im Département Rhône in der Region Auvergne-Rhône-Alpes. Sie gehört zum Arrondissement Villefranche-sur-Saône und zum Kanton Tarare (bis 2015: Kanton Lamure-sur-Azergues).

## Lage
Chambost-Allières liegt 41 Kilometer nordnordwestlich von Lyon, etwa 33 Kilometer ostsüdöstlich von Roanne und rund 17 Kilometer nordwestlich von Villefranche-sur-Saône am Azergues. Umgeben wird Chambost-Allières von den Nachbargemeinden Lamure-sur-Azergues im Norden, Saint-Cyr-le-Chatoux im Osten und Nordosten, Rivolet im Osten, Létra im Süden und Südosten, Chamelet im Süden, Saint-Just-d’Avray im Westen und Südwesten sowie Grandris im Westen und Nordwesten. 

## Bevölkerungsentwicklung
| Jahr                       | 1962 | 1968 | 1975 | 1982 | 1990 | 1999 | 2006 | 2013 |
| Einwohner                  | 581  | 606  | 658  | 658  | 618  | 617  | 751  | 794  |
| Quellen: Cassini und INSEE |      |      |      |      |      |      |      |      |

## Sehenswürdigkeiten
- Kirche